# Gmina Höganäs
Gmina Höganäs (szw. Höganäs kommun) – gmina w Szwecji, w regionie Skania, z siedzibą w Höganäs.
Gminę zamieszkuje 23 135 osób, z czego 50,94% to kobiety (11 785) i 49,06% to mężczyźni (11 350). W gminie zameldowanych jest 775 cudzoziemców. Na każdy kilometr kwadratowy przypada 160,66 mieszkańca. Pod względem wielkości gmina zajmuje 262. miejsce.